# I vestiti nuovi dell'imperatore (film 2001)
I vestiti nuovi dell'imperatore (The Emperor's New Clothes) è un film del 2001 diretto da Alan Taylor e co-prodotto da Italia, Germania e Regno Unito.
Narra la storia immaginaria di Napoleone Bonaparte successiva all'esilio sull'Isola di Sant'Elena. Benché ambientato a Parigi, il film è stato in gran parte girato a Torino.

## Trama
Giurate di morire, per difendere il vostro imperatore?
E come il fragor del tuono giunse la risposta:
Noi, giuriamo!»
(Napoleone Bonaparte)
Un ragazzino sta osservando alla lanterna magica la storia di Napoleone, quando entra un uomo che alla vista della scena della morte sentenzia: "Non è andata affatto così!", e inizia a raccontare.
Napoleone, esiliato a Sant'Elena, sembra tranquillo mentre detta le sue memorie. Cambia atteggiamento e ragiona su un piano di fuga, però, appena i suoi collaboratori trovano un mozzo di una nave commerciale che gli somiglia molto: Eugene Lenormand. Napoleone critica la scelta del nome: "Non sarebbe meglio un nome più maschio, per esempio Alessandro?". Dice che non gli somiglia e ne critica la qualifica. Questo mozzo sostituisce Napoleone che fugge sotto il falso nome di Eugene Lenormand. La nave dovrebbe approdare in Francia e permettere a Napoleone di tornare trionfalmente al potere, invece il capitano conduce la nave in Belgio in quanto in quel paese la melassa viene pagata meglio. Napoleone manca quindi l'appuntamento con i cospiratori francesi e sbarca ad Anversa dove inutilmente cerca un contatto. Deve riuscire a tornare in Francia con i suoi soli pochi mezzi. Prima utilizza una chiatta fluviale e poi una corriera espressa che lungo il tragitto transita per il campo di battaglia di Waterloo. Napoleone ripercorre il campo di battaglia della sua ultima sconfitta e si ferma alla fattoria di Le Calliou, insieme ad un gruppo di turisti dove su una targa posta su un letto è scritto: "Napoleone ha dormito qui", al che Napoleone spiazzato commenta: "Non ho mai dormito in questo posto", poi, stanco, si addormenta sul letto e perde la corriera per Parigi. La sera discutendo con la padrona della locanda dice di aver trovato il campo di battaglia di Waterloo: "Molto cambiato". Su consiglio della donna, il mattino seguente prende uno scomodissimo postale per Parigi, ma alla frontiera francese viene fermato da un gruppo di soldati e messo in una cella. Napoleone crede a questo punto che tutto è perduto. Fortunatamente a riconoscerlo è solo il bonapartista Sergente Bommel della Vecchia Guardia che lo libera e lo aiuta a passare la frontiera, accomiatandosi calorosamente e sperando nel prossimo ritorno al trono dell'Imperatore.
Napoleone giunge finalmente a Parigi recandosi da un certo Tenente Truchot, vecchio camerata bonapartista del Sergente Bommel, ma una volta arrivato scopre che il Tenente è morto da poco. Nel frattempo a Sant'Elena il vero Eugene le Norman si trova un po' in difficoltà nei suoi nuovi panni di imperatore, ma si cala nella parte quando un ufficiale inglese gli rivolge la parola, e almeno inizialmente sembra voler seguire il piano concordato. Napoleone a Parigi si ferma a dormire dalla vedova di Truchot, madame Nicole (detta zucchina) la quale però si trova in grandi difficoltà economiche, al punto che i creditori le portano via tutti i mobili. Napoleone resta indifferente a questi fatti, perché è troppo impegnato a cercare di trovare contatti, in particolare spera nel Dottor Lambert, amico stretto di Nicole, che afferma di conoscere tutti i vecchi camerati di Truchot. Napoleone però non ha notizie dei cospiratori, né i giornali riportano la notizia della sua fuga, e rimane perciò particolarmente irritato dal fatto che Eugene non abbia ancora deciso di svelare la sua vera identità. Litiga quindi con Nicole, ma, mentre sta per andare via scivola sul gradino della porta e cade; quando Nicole e il Dottor Lambert vanno per soccorrerlo, gli chiedono se si ricorda il suo nome e Napoleone, ancora intontito, dichiara placido: "Imperatore Napoleone". Viene messo a letto, perché guarisca dalla distorsione alla caviglia, ma il Dottor Lambert comincia a nutrire qualche dubbio sulla sua identità quando nota la ferita sul tallone, ferita che Napoleone aveva ricevuto nella battaglia di Austerlitz. Nel frattempo Eugene si è calato perfettamente nella parte dell'Imperatore, detta le "sue" memorie, mangia, beve, si concede le abluzioni quotidiane, e, quando i cospiratori gli ordinano di dire la verità, Eugene fa orecchie da mercante e afferma: "Quell'uomo è stato imperatore per 18 anni, 18 anni!, mentre io lustravo il ponte delle sue navi, bé ora è il mio turno!".
Napoleone si riprende dalla distorsione con straordinaria velocità, viene quindi condotto dal Dottor Lambert dai vecchi compagni d'arme di Truchot e cercando di galvanizzarli, ma li trova piuttosto depressi e abbastanza freddi all'idea di nuove guerre. Quindi prova a recarsi alla guarnigione per parlare con il Comandante, ma l'udienza gli viene sempre negata : però scopre che il Sergente Bommel verrà di lì a poco a prendere servizio, quindi si accontenta di aspettare, pur di incontrarlo. Tornato a casa, Napoleone osserva i vani tentativi dei mercanti di meloni di vendere il loro prodotto e decide di coordinarli : alla sera li raduna tutti in una stanza e organizza il piano per la vendita strategica dei meloni come se si trattasse di una battaglia. Il Dottor Lambert osserva l'ombra di Napoleone che si ingigantisce sul muro fino a dominare la scena e lì capisce chi ha davanti.
Coordinati da Napoleone i mercanti di meloni ottengono uno straordinario e insperato successo di vendite. Il Dottor Lambert continua ad avere sempre più dubbi sul sedicente Eugene, nota la straordinaria velocità di ripresa e accenna alla sua forza di volontà, ma Napoleone non si scopre, però alla fine notando il sentimento affettuoso che Nicole e Napoleone stanno maturando reciprocamente, si decide a frugare tra i bagagli di Eugene-Napoleone: qui dopo una lunga ricerca trova il ritratto del Re di Roma, il figlio che Napoleone ha avuto con Maria Luisa d'Austria, e comprende che Eugene è Napoleone. Nel frattempo Nicole e Napoleone intensificano la loro relazione, così, roso dalla gelosia, il Dottor Lambert critica la donna per la velocità con cui ha sostituito il defunto Truchot e alla fine le svela i suoi sentimenti, ma Nicole lo gela dicendo di considerarlo solo un buon amico. Il Dottor Lambert decide però di non svelare la vera identità di Eugene per rispetto nei confronti di Nicole, infatti la donna ha sempre dimostrato ben poca considerazione, se non addirittura disprezzo, nei confronti di Napoleone, le cui campagne militari hanno sempre tenuto lontana da lei il suo defunto marito, costringendola ad una vita di solitudine. Nel frattempo il vero Eugene, ancora nei panni di Napoleone mangia talmente tanto che ha un malore e muore. L'ufficiale inglese che comanda la guarnigione decide per non fare brutte figure e non esporsi a critiche sul suo operato di non svelare l'identità del morto, e di seppellire Eugene Lenorman come Napoleone Bonaparte; è il 5 maggio 1821: il mondo e anche Napoleone viene a sapere della morte dell'"Imperatore" a Sant'Elena.
Napoleone viene attraversato da una gravissima crisi d'identità in cui cerca di convincere almeno Nicole di essere il vero e vivente Napoleone, ma lei ovviamente non gli crede; Napoleone vaga per Parigi e cerca di convincere chiunque che è il vero Imperatore, infine trova il Dottor Lambert in un bar. Napoleone sa o ha intuito che il Dottor Lambert lo ha riconosciuto ma questi invece finge di non averlo riconosciuto, e per sbarazzarsi di lui lo conduce in un manicomio affollato da pazzi megalomani, contando di lasciarlo tra di essi e avere così campo libero con Nicole. Napoleone tuttavia capisce il tranello, e prima che gli infermieri possano trovarlo, fugge dal manicomio scavalcando il muro di cinta. Soltanto il Dottor Lambert lo vede mentre scappa, ma ancora una volta colpito dalla forza di volontà dimostrata da Napoleone, non lo insegue né gli impedisce la fuga; estrae da tasca il ritratto del figlio dell'Imperatore, precedentemente trovato e sottratto dalle sue cose, e, forse vinto dal rimorso o dalla pietà al pensiero di aver tentato di separare un padre dal figlio, rinuncia completamente ad ostacolare il suo rivale, mentre il ritratto gli scivola di mano e si perde definitivamente in un tombino.
Napoleone torna a casa da Nicole, e il film si ricongiunge alla scena iniziale perché il ragazzino è il trovatello "adottato" dalla donna e benvoluto anche da lui. Qui, finalmente, davanti al focolare domestico, Napoleone capisce quanto di importante ha rischiato di perdere per le proprie manie di grandezza, e per il volersi a tutti i costi far riconoscere come Imperatore in un mondo che ormai può fare a meno di lui. Decide allora di restare accanto a Nicole, e, affinché il Sergente Bommel, ovvero l'unica persona in Francia al corrente di chi sia veramente si metta l'anima in pace e non lo cerchi, gli lascia la propria uniforme assieme al messaggio che Eugene Lenorman è passato a miglior vita.
Il film si conclude dichiarando che alla Dôme des Invalides, dove c'è la tomba di Napoleone, riposa il mozzo di terza Eugene Lenorman, mentre il vero Napoleone Bonaparte riposa nella tomba di Eugene Lenorman accanto a Nicole Truchaut.

## Riconoscimenti
- Audience Award 2002
  - Miglior film internazionale